# James Bergeson
James Hunter Bergeson (Newport Beach, 21 marzo 1961) è un ex pallanuotista statunitense, vincitore di una medaglia d'argento alle olimpiadi di Seul 1988.